# Christuskirche (Střekov)
Die Christuskirche (tschechisch: Kristův kostel na Střekově) war die evangelisch-lutherische Pfarrkirche im Stadtteil Střekov (Schreckenstein) von Ústí nad Labem (Aussig an der Elbe) im Bezirk Ústecký kraj in Tschechien. Die 1899–1900 erbaute Kirche diente der deutschen evangelischen Gemeinde und verfiel nach der Vertreibung der deutschsprachigen Bevölkerung nach 1945; ihre Ruine wurde schließlich 1966 gesprengt. Sie stand an der Kreuzung der Straßen Žukovova und Truhlářova.

## Geschichte
Die Christuskirche entstand im Zuge der Los-von-Rom-Bewegung des ausgehenden 19. Jahrhunderts. Die Grundsteinlegung der Kirche erfolgte am Reformationstag (31. Oktober) des Jahres 1899, die Kirchweihe knapp ein Jahr später am 20. Oktober 1900. Nach Plänen des Aussiger Architekten Alwin Köhler entstand eine in der Formensprache der Spätgotik gehaltene Saalkirche über kreuzförmigem Grundriss mit polygonalem Chor und einem Kirchturm mit Steilhelm. In den Querarmen sowie an der Turmseite waren Emporen eingefügt, die über Treppentürme erreicht wurden. Die Ausführung des als Stampfbetonkonstruktion mit Gliederungen und plastischem Schmuck in Werkstein errichteten Bauwerks übernahm das Wiener Bauunternehmen Pittel+Brausewetter.
Nach Jahren der Vernachlässigung wurde die Kirchenruine am 2. Juli 1966 gesprengt. An ihrer Stelle entstand ein Erweiterungsbau des Kurbads Vrbenský.

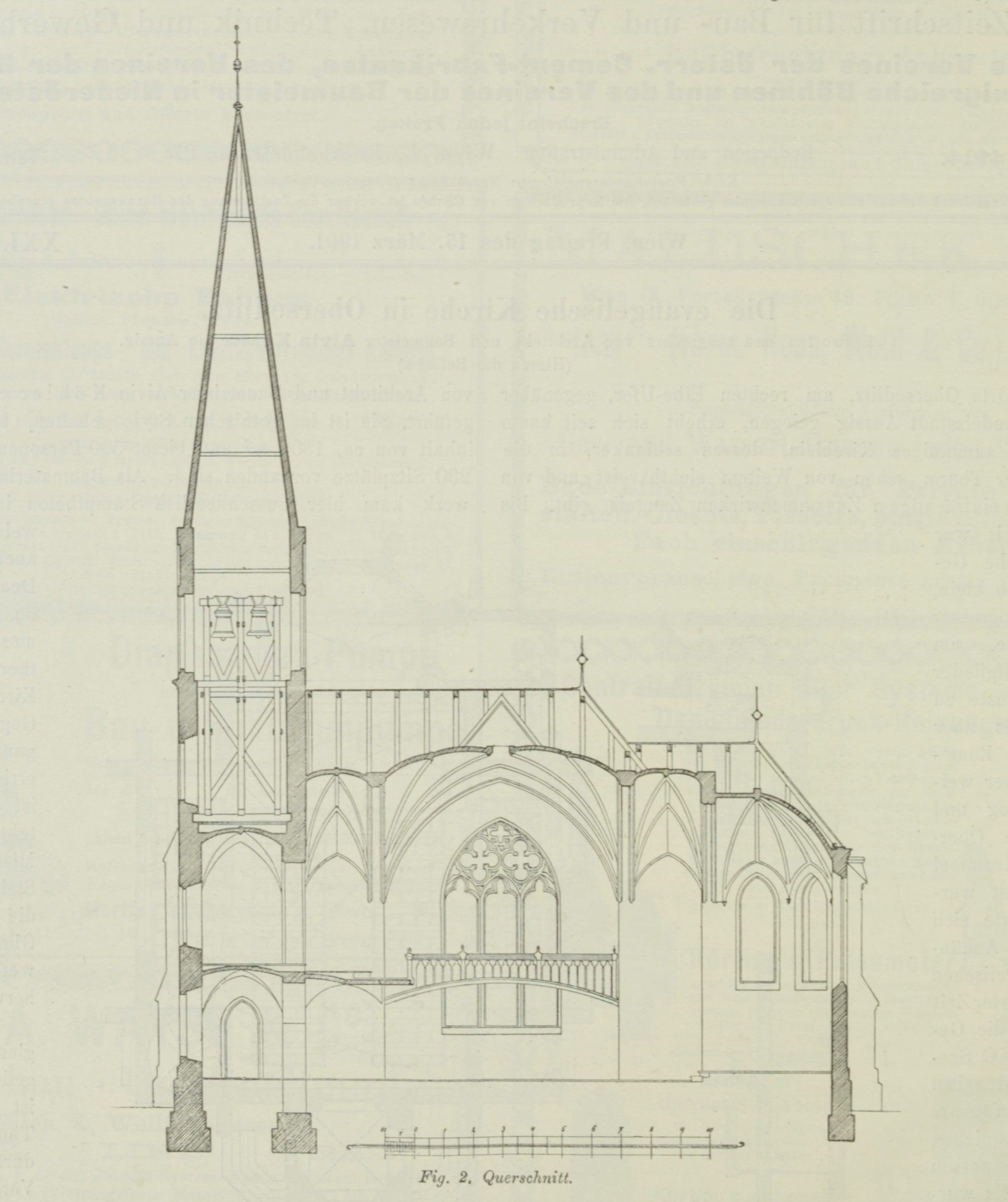
Seitenansicht der Kirche
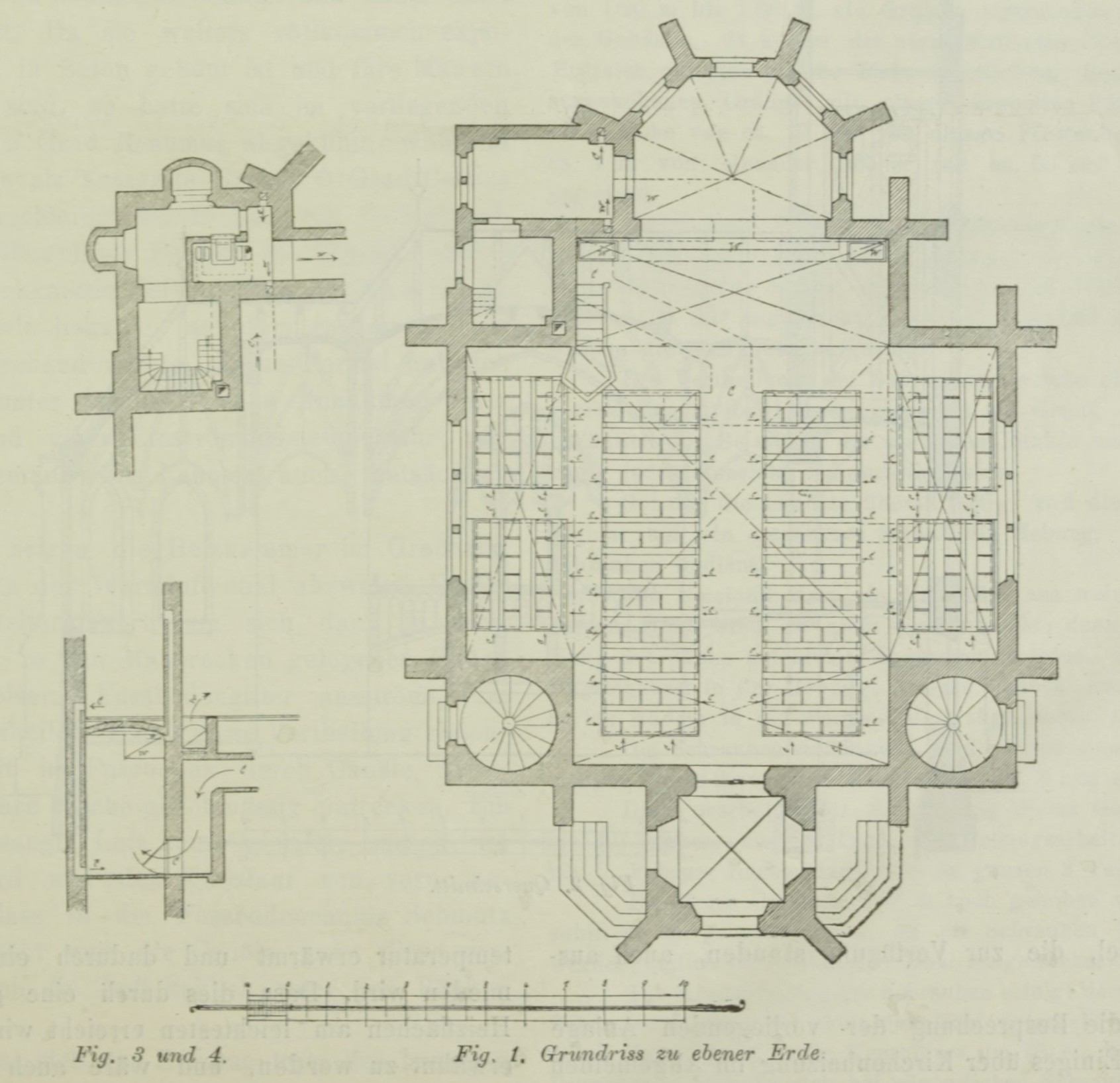
Grundriss der Kirche